# Gesellschaft Japans
Die moderne japanische Gesellschaft ist eine Industriegesellschaft mit ähnlichen demographischen Entwicklungen wie sie in anderen industrialisierten Staaten zu beobachten sind. Auch in zahlreichen anderen Aspekten ähnelt sie den Gesellschaften anderer entwickelter Länder.
Trotz dieser Ähnlichkeit halten sich sowohl in Japan als auch im Ausland Thesen von der „Einzigartigkeit“ der japanischen Gesellschaft, teilweise wird sogar vertreten, dass diese für Außenstehende grundsätzlich nicht verständlich sei (vgl. Nihonjinron). Auch wenn solche Thesen wissenschaftlich meist nicht haltbar sind, haben sie das Bild der japanischen Gesellschaft im Ausland mitgeprägt.
Die japanische Gesellschaft ist wie andere asiatische Gesellschaften stärker kollektivistisch geprägt. Im Gegensatz zu individualistischen westlichen Gesellschaften stehen eher die Interessen der Gruppe als die des Einzelnen im Vordergrund.

## Demographie
Japan hat einen hohen Anteil von Kleinfamilien und Alleinstehenden, bedingt durch eine hohe Scheidungsrate und eine geringe Geburtenrate (1,3 Kinder pro Frau). Aufgrund der hohen Lebenserwartung und geringen Geburtenrate kommt es zu einer zunehmenden Überalterung der Gesellschaft. Weitere Merkmale sind ein hoher Bildungsstand und eine sehr breite Mittelschicht (80 %).

## Minderheiten
Japan sieht sich als sehr homogene Nation; 98,5 % der Einwohner haben die japanische Staatsbürgerschaft und 99 % der Bevölkerung sprechen Japanisch als Muttersprache. Alle japanischen Staatsbürger gelten als „Japaner“, auch wenn Gruppen wie die Einwohner Okinawas (ca. 1,5 Millionen Menschen) oder die Ainu (ca. 25.000) auf eine eigene Herkunft und Geschichte zurückblicken. Die Ainu sind seit 2008 als ethnische Gruppe offiziell anerkannt. Einige Schätzungen gehen davon aus, dass in Japan ca. 200.000 Nachfahren der Ainu leben, die so weit in die Mehrheitsgesellschaft assimiliert sind, dass sie keinerlei Wissen über ihre Abstammung haben.
Die koreanische Minderheit war lange Zeit die größte „ausländische“ Minderheit in Japan. Obwohl sie oft bereits seit Jahrzehnten im Land leben und in die japanische Gesellschaft integriert sind, halten auch heute noch über 400.000 Koreaner an ihrer Staatsbürgerschaft fest. Die größten Einwanderergruppen sind die Chinesen und Taiwaner (ca. 750.000), Philippinos (ca. 240.000), Vietnamesen (ca. 200.000) und Brasilianer (die meisten davon sind jedoch japanische Brasilianer, ca. 180.000).
Die Nachfahren der Burakumin, deren Vorfahren als „unrein“ betrachtete Berufe ausübten, sind teilweise immer noch Diskriminierungen ausgesetzt, obwohl sie sich ethnisch und kulturell nicht von anderen Japanern unterscheiden. Auch die Yakuza bestehen zum großen Teil aus Minderheiten die in der Gesellschaft Diskriminierungen ausgesetzt sind. Das organisierte Verbrechen hatte in der modernen Gesellschaft durchaus Einfluss, wird aber aus der Öffentlichkeit immer weiter zurückgedrängt.
Homosexualität in Japan ist in der modernen japanischen Gesellschaft legal, wird aber oft nicht offen gelebt. Diskriminierungsverbote gibt es nur teilweise auf lokaler Ebene. Gleichgeschlechtliche Partnerschaften werden von einigen Städten und Bezirken anerkannt, diese hat aber nur symbolischen Charakter. Eine rechtliche Gleichstellung gleichgeschlechtlicher Partnerschaften besteht nicht.
Auch Überlebende der Atombombenabwürfe auf Hiroshima und Nagasaki (Hibakusha) und deren Nachfahren waren teilweise Diskriminierungen ausgesetzt.

## Besonderheiten der japanischen Gesellschaft
Die Kurve der Frauenerwerbstätigkeit zeigt eine M-Form. Das bedeutet, dass Frauen nach der Ausbildung ins Berufsleben einsteigen, nach der Hochzeit aber oft wieder aussteigen. Erst wenn die Kinder die Oberschule besuchen oder erwerbstätig sind, kehren sie ins Arbeitsleben zurück.
Vor allem Facharbeiter und Gebildete binden sich stark an ihren Betrieb. Sie identifizieren sich mit dem Erfolg der Firma. Auf der anderen Seite stehen die sogenannten Freeter, nicht firmengebundene Arbeitskräfte, die von Teilzeitjob zu Teilzeitjob wechseln.
Auch die Zahl der parasitären Singles, Jugendliche und junge Erwachsene über 20, die noch bei den Eltern wohnen, weil es ökonomische Vorteile bringt, nimmt zu.

### Sozialer Verhaltenskodex
Die Verhaltensregeln sind sehr genau festgelegt und für Außenstehende nicht immer leicht nachvollziehbar, siehe Soziales Verhalten in Japan.
Um in der Gesellschaft nicht aufzufallen, zeigen viele Japaner in der Öffentlichkeit nicht ihr wahres Gesicht Ura, sondern ein idealisiertes, gesellschaftskonformes Omote.
Damit in Verbindung steht die Schamkultur, die das Gegenteil zur westlichen Schuldkultur darstellt.
Auch in der betrieblichen Entscheidungsfindung unterscheiden sich japanische Firmen von westlichen. Entscheidungen sollen unter Mitarbeit aller Firmenangehörigen getroffen werden (ringi seido).

### Phänomene
Westliche Medien berichten immer wieder über einzelne Phänomene der japanischen Gesellschaft. Dazu gehören Karōshi („Tod durch Überarbeitung“) oder Inemuri (kurze Nickerchen in der Öffentlichkeit) oder die so genannte Hyper-Solo-Gesellschaft. Auch über junge Japaner, die sich komplett aus der Gesellschaft zurückziehen und ihr Zimmer nicht mehr verlassen (Hikikomori) wird berichtet.

### Selbstmordrate
Die Selbstmordrate in Japan stieg in den 1990er Jahren deutlich an. Im Jahr 2005 lag die Rate mit 24,9 Selbstmorden pro 100.000 Einwohner deutlich über der von Deutschland (14,7 pro 100.000). In den Medien wurde dies unter anderem mit Stress durch Leistungsdruck oder Mobbing erklärt, es werden aber auch Verbindungen zu rituellen Selbsttötungspraktiken (Seppuku) gezogen.
Durch öffentliche Maßnahmen ist die Selbstmordrate in den letzten Jahren allerdings ständig zurückgegangen und lag 2016 noch bei 18,5 Selbstmorden pro 100.000 Einwohner (Deutschland: 13,6).

### Mobbing
Mobbing (Ijime), insbesondere an Schülern, wird in der japanischen Öffentlichkeit seit den 1980er Jahren breit diskutiert. Obwohl Mobbing in anderen Ländern genau so häufig oder öfter vorkommt, wurde es in der japanischen Öffentlichkeit bis in die 1990er Jahre als spezifisch japanisches Problem gesehen.
In japanischen Schulen wird großer Wert auf akademische Leistung und gesellschaftliche Konformität gelegt. In der kollektivistischen japanischen Gesellschaft wird Mobbing eher als Gruppenproblem und nicht als moralisches Versagen einzelner Personen verstanden. Die Opfer, insbesondere Mädchen, werden häufig von größeren Gruppen gemobbt, und berichten deutlich seltener Eltern oder Aufsichtspersonen von ihren Erfahrungen als Mobbingopfer in westlichen Kulturen. Zusätzlich sind unbeteiligte Schüler – insbesondere in den Klassen fünf bis acht – seltener als ansderswo bereit einzuschreiten, wenn sie Mobbing beobachten. Wie in anderen Ländern greifen Jungen eher zu physischer Gewalt, während Mädchen eher psychologisches Mobbing betreiben.
Da das Mobbing oft im Stillen in einer geschlossenen Gruppe geschieht sind sich Eltern und Erzieher oft nicht darüber im Klaren. Zusätzlich macht die hierarchische Struktur des Schulsystems die Lehrer weniger ansprechbar.
Diverse Suizide wurden auf Mobbing unter Heranwachsenden zurückgeführt, und am 1. September, dem letzten Tag der Sommerferien, ist die Selbstmordrate unter Teenagern regelmäßig deutlich erhöht. In anderen Fällen weigern sich die Betroffenen, weiter zur Schule zu gehen, um dem Mobbing zu entgehen.

### Behindertenrechte
Im Jahr 2006 lebten in Japan laut offiziellen Statistiken 3,5 Millionen Menschen mit einer körperlichen und eine halbe Million Menschen mit einer geistigen Behinderung.
Japan ratifizierte das Übereinkommen über die Rechte von Menschen mit Behinderungen der Vereinten Nationen als 140. Staat am 20. Januar 2014, nachdem das Land das Übereinkommen bereits im September 2007 unterschrieb. Die Ratifizierung fand in der Öffentlichkeit allerdings wenig Beachtung. Trotz des enthaltenen Diskriminierungsverbots hielt das japanische Schulministerium an getrennten Schulsystemen für behinderte und nichtbehinderte Schüler fest. Ob behinderte Schüler zusammen mit nicht behinderten inklusiv unterrichtet werden oder nicht entscheiden nicht die Betroffenen selbst, sondern die lokalen Behörden. Über die Hälfte der Absolventen der Spezialschulen arbeitet später in speziellen Einrichtungen für Behinderte, und nicht auf dem primären Arbeitsmarkt. Unter anderem aus diesen Gründen bezeichnet Koji Onōe, Generalsekretär des japanischen Ablegers von Disabled Peoples’ International, das Land extrem zurückliegend im Vergleich zu anderen Industrieländern.
Durch verschieden gesetzliche Maßnahmen soll die Gleichstellung Behinderter Menschen und eine Inklusion im Arbeitsmarkt erreicht werden. Im August des Jahres 2011 wurde der Basic Act for Persons with Disabilities dahingehend geändert, dass soziale Barrieren beseitigt werden sollen. Im Juni des Jahres 2013 wurden Passagen in den Act on the Elimination of Discrimination against Persons with Disabilities hinzugefügt, in denen Verwaltungsorgane und private Einrichtungen dafür Sorge tragen müssen, soziale Barrieren zu beseitigen. Auch wurde im Act on Employment Promotion etc. of Persons with Disabilities festgelegt, dass Arbeitgeber Sorge tragen, dass behinderte Arbeitnehmer durch spezielle Assistenten unterstützt werden und gleichberechtigt behandelt werden. Diese Regelungen traten im April 2016 in Kraft.
Japan hat eine Beschäftigungsquote für Behinderte Menschen von 1,8 % der Mitarbeiter für Privatunternehmen (bzw. 2,1 % für öffentlich Stellen, im Vergleich zu 5 % in Deutschland). Im Jahr 2005 wurde diese Quote allerdings nur von 42,1 % der privaten Unternehmen (77,5 % der Regierungsstellen) erreicht. Zum Vergleich: In Deutschland wurde die entsprechende Quote 2009 von 71 % der betroffenen Unternehmen erfüllt. Unternehmen, die die Quote nicht erfüllen müssen eine Gebühr von 50.000 Yen pro Mitarbeiter entrichten, ähnlich wie bei der deutschen Ausgleichsabgabe.

## Mann und Frau
- Yamato nadeshiko (jap.: 大和撫子), die Bezeichnung für das klassische japanische Frauenideal
- Absichtlich kindliches Verhalten von Frauen (burikko)
- Heiraten in Japan und arrangierte Hochzeiten (Omiai)

## Namen und Identität
Ein Japanischer Name besteht aus Familiennamen und dem Personennamen, im Japanischen wird dabei der Familienname zuerst genannt. Bei der Heirat soll das Ehepaar einen gemeinsamen Familiennamen annehmen, dabei darf jedoch kein neuer Familienname ausgedacht werden. Generell müssen alle gemeinsam im Familienregister eingetragenen Personen den gleichen Nachnamen führen; mehrere Vornamen für Kinder sind nicht möglich. Ausländer, die die japanische Staatsbürgerschaft erwerben, können ihren japanischen Namen frei wählen; jedoch müssen auch hier die allgemeinen Regeln für japanische Namen eingehalten werden.
Statt einer Unterschrift wird im Alltag meist ein Namensstempel (Hanko) verwendet. Einige Familien führen auch ein Familiensiegel (Kamon), was in etwa einem Wappen entspricht.